# HD188656
HD188656 — хімічно пекулярна зоря спектрального класу B9, що має видиму зоряну величину в смузі V приблизно  8,4.
Вона  розташована на відстані близько 849,4 світлових років від Сонця.

## Пекулярний хімічний склад
Зоряна атмосфера HD188656 має підвищений вміст 
Si
.